# Daša Kernel
Daša Kernel (* 30. Juni 2006) ist eine slowenische Leichtathletin, die im Sprint und Hürdenlauf an den Start geht.

## Sportliche Laufbahn
Erste internationale Erfahrungen sammelte Daša Kernel im Jahr 2022, als sie bei den U18-Europameisterschaften in Jerusalem mit 12,36 s in der ersten Runde im 100-Meter-Lauf ausschied. Anschließend kam sie beim Europäischen Olympischen Jugendfestival (EYOF) in Banská Bystrica mit 12,38 s nicht über den Vorlauf über 100 Meter hinaus und verpasste mit der slowenischen Sprintstaffel (1000 Meter) mit 2:16,78 min den Finaleinzug. Im Jahr darauf schied sie beim EYOF in Maribor mit 12,15 s erneut in der Vorrunde über 100 Meter aus und kam mit der Staffel im Vorlauf nicht ins Ziel. Anschließend belegte sie bei den U18-Balkan-Meisterschaften in Sivas in 11,99 s den achten Platz über 100 Meter und siegte in 46,94 s mit der 4-mal-100-Meter-Staffel. 2025 gelangte sie bei den U20-Balkan-Hallenmeisterschaften in Sofia mit 8,77 s auf den fünften Platz im 60-Meter-Hürdenlauf. 
In den Jahren 2023 und 2024 wurde Kernel slowenische Meisterin in der 4-mal-100-Meter-Staffel.

## Persönliche Bestleistungen
- 100 Meter: 11,99 s (+0,9 m/s), 16. September 2023 in Novo Mesto
  - 60 Meter (Halle): 7,66 s, 18. Januar 2025 in Novo Mesto
- 100 m Hürden: 14,18 s (+1,8 m/s), 1. Juni 2024 in Kranj
  - 60 m Hürden (Halle): 8,70 s, 26. Januar 2025 in Novo Mesto